# 全国高等学校総合体育大会バレーボール競技大会
全国高等学校総合体育大会バレーボール競技大会（ぜんこくこうとうがっこうそうごうたいいくたいかいバレーボールきょうぎたいかい）は、毎年8月に開かれる全国高等学校総合体育大会（インターハイ）の競技の一つ、高校バレーボールの夏の全国大会である。全日本バレーボール高等学校選手権大会（春高バレー）、国民スポーツ大会バレーボール競技（国スポ）と並ぶ高校3大大会として位置づけられている。

## 概要
この大会自体がスタートしたのは1963年である。全国高等学校体育連盟がそれまで競技団体ごとに開かれてきた各種大会を統合した際、日本バレーボール協会などはバレーボールが初めて正式種目となった1964年東京オリンピックを次年に控えていたこともあってこの動きに合流。1948年にスタートした9人制の全国高等学校バレーボール選手権大会を6人制でインターハイの種目として開催することとし、以後「昭和（または平成）○●年度全国高等学校総合体育大会バレーボール競技大会」兼「第△▲回全国高等学校バレーボール選手権大会」として半世紀近く続いた。このため、日本の高等学校バレーボール界では春休みの全国高等学校バレーボール選抜優勝大会（春の高校バレー）、国民スポーツ大会バレーボール競技と並ぶ“高校3大大会”として位置づけられていた。
しかし大半の高校では、この大会または国体を最後に3年生が引退する。女子の場合は卒業後そのまま実業団チームに入るケースも多いが、ここで、インターハイ終了から卒業までの期間、ブランクが生じることが問題となっていた。特に近年は、そうした問題を解決する意味も込め、「冬季にも3年生が出場できる大会を開催すべきだ」との意見が上がり、関係方面で調整が続けられた結果、
- 春の選抜優勝大会を廃止する
- その代替として選手権大会をインターハイから分離し、1月に開催する。選抜優勝大会の開催に関与した各団体は再分離後の選手権大会開催にかかわる

との方針が示され、2010年度から実施に移された。このため、2010年度の美ら島沖縄総体以降は、単に「平成○●年度全国高等学校総合体育大会バレーボール競技大会」として実施されている。
インターハイの一環として行われるため、開催地は全国高等学校体育連盟の指示により毎年変わる。出場校は男女各56校（計112校）で、各都道府県のうち、北海道・埼玉県・千葉県・東京都・神奈川県・愛知県・大阪府・兵庫県は各2校、それ以外の府県は各1校が出場するほか、開催地都道府県はもう1校（2校出場地区は3校、それ以外は2校）出場する。
しかし、2019年開催の令和元年度全国高等学校総合体育大会バレーボール競技大会からは、男子49校、女子52校へと変更され、東京都のみ男女各2校、女子のみ北海道、大阪府、神奈川県が各2校、そこに開催地都道府県がもう1校増加される。
大会はトーナメント方式で行われる。試合のセット数は準決勝までは3セット制（2セット先取）であるが、決勝戦のみ5セット制（3セット先取）となる。大会は予選トーナメントと決勝トーナメントに分けられ、まず56チーム中、第1～3シードの強豪3校と開催地区大会優勝校（第5シード）の4チームは決勝トーナメントから参加（=予選免除）、残りの52チームは第4シード校も含め抽選を行い予選トーナメントから参加する。予選は1組4チームの合計13組に分けて試合を行ない、同一都道府県と同一ブロックが2チーム以上入らないように配置される。緒戦の勝者の26チームと各グループ敗者2チーム同士での敗者復活戦の勝者13チーム(計39チーム)。勝ち残った39チームと前述のシード4校を加えた計43校が決勝トーナメントに進出する。ただし、同一都道府県で前述の開催地枠で3校出場している地区は準決勝以降、2校出場している地区は反対ブロックに配置される。
2015年以降、第1～3シードの強豪3校と開催地区大会優勝校（第5シード）の4チームも予選トーナメントから参加となり、14組に分けて42校が決勝トーナメントに進出となる。
2019年は男子は第1シード校のみ予選免除、それ以外の48校を12組に分けて、36校と第1シード校の計37校が決勝トーナメントに進出となる。女子は全52校を13組に分けて39校が決勝トーナメントに進出となる。

## 結果
実施回数は選手権大会のものであるが、インターハイとして実施されたのは1963年以降。これ以前については参考として示す。

### 男子
| 回 | 年     | 開催地 | 優勝校             | 準優勝校           | ベスト4校                | ベスト4校            |
| -- | ------ | ------ | ------------------ | ------------------ | ------------------------ | -------------------- |
| 1  | 1948年 | 兵庫   | 韮山（静岡）       | 湘南（神奈川）     | 西尾（愛知）             | 洛北（京都）         |
| 2  | 1949年 | 兵庫   | 韮山（静岡）       | 兵庫神戸（兵庫）   | 朱雀（京都）             | 夕張（北海道）       |
| 3  | 1950年 | 富山   | 韮山（静岡）       | 戸山（東京）       | 三条（新潟）             | 山形南（山形）       |
| 4  | 1951年 | 島根   | 岡谷南（長野）     | 韮山（静岡）       | 藤嶺藤沢（神奈川）       | 時習館（愛知）       |
| 5  | 1952年 | 神奈川 | 藤嶺藤沢（神奈川） | 横須賀（神奈川）   | 高岡中部（富山）         | 伝習館（福岡）       |
| 6  | 1953年 | 福島   | 坂出商（香川）     | 大館鳳鳴（秋田）   | 藤嶺藤沢（神奈川）       | 青森（青森）         |
| 7  | 1954年 | 徳島   | 直方（福岡）       | 坂出商（香川）     | 春日部（埼玉）           | 藤嶺藤沢（神奈川）   |
| 8  | 1955年 | 兵庫   | 琴丘（兵庫）       | 兵庫神戸（兵庫）   | 伝習館（福岡）           | 神戸（三重）         |
| 9  | 1956年 | 愛媛   | 能代（秋田）       | 藤嶺藤沢（神奈川） | 上田松尾（長野）         | 琴丘（兵庫）         |
| 10 | 1957年 | 宮城   | 崇徳（広島）       | 能代（秋田）       | 藤嶺藤沢（神奈川）       | 熊本工（熊本）       |
| 11 | 1958年 | 山口   | 坂出商（香川）     | 崇徳（広島）       | 直方（福岡）             | 洛陽（京都）         |
| 12 | 1959年 | 秋田   | 坂出商（香川）     | 藤嶺藤沢（神奈川） | 崇徳（広島）             | 姫路南（兵庫）       |
| 13 | 1960年 | 岡山   | 姫路南（兵庫）     | 育英工（東京）     | 堺市立商（大阪）         | 魚津（富山）         |
| 14 | 1961年 | 福島   | 中大杉並（東京）   | 松江工（島根）     | 岡山東商（岡山）         | 伝習館（福岡）       |
| 15 | 1962年 | 福井   | 崇徳（広島）       | 直方（福岡）       | 中大杉並（東京）         | 藤沢商（神奈川）     |
| 16 | 1963年 | 香川   | 藤嶺藤沢（神奈川） | 中大附（東京）     | 崇徳（広島）             | 都島工（大阪）       |
| 17 | 1964年 | 石川   | 崇徳（広島）       | 藤嶺藤沢（神奈川） | 中大附（東京）           | 紫野（京都）         |
| 18 | 1965年 | 大分   | 中大附（東京）     | 崇徳（広島）       | 大同工（愛知）           | 大商大附（大阪）     |
| 19 | 1966年 | 青森   | 崇徳（広島）       | 中大附（東京）     | 伝習館（福岡）           | 大商大附（大阪）     |
| 20 | 1967年 | 長野   | 中大附（東京）     | 崇徳（広島）       | 藤沢商（神奈川）         | 鹿児島商（鹿児島）   |
| 21 | 1968年 | 広島   | 崇徳（広島）       | 中大附（東京）     | 坂出工（香川）           | 博多（福岡）         |
| 22 | 1969年 | 群馬   | 中大附（東京）     | 藤沢商（神奈川）   | 大商大附（大阪）         | 坂出工（香川）       |
| 23 | 1970年 | 奈良   | 中大附（東京）     | 崇徳（広島）       | 藤井寺工（大阪）         | 大商大附（大阪）     |
| 24 | 1971年 | 京都   | 大商大附（大阪）   | 中大附（東京）     | 崇徳（広島）             | 姫路南（兵庫）       |
| 25 | 1972年 | 山形   | 大商大附（大阪）   | 崇徳（広島）       | 藤井寺工（大阪）         | 日大山形（山形）     |
| 26 | 1973年 | 岐阜   | 大商大附（大阪）   | 中大附（東京）     | 岐南工（岐阜）           | 宇部商（山口）       |
| 27 | 1974年 | 福岡   | 東海大四（北海道） | 直方（福岡）       | 大商大附（大阪）         | 古河一（茨城）       |
| 28 | 1975年 | 山梨   | 崇徳（広島）       | 大商大附（大阪）   | 藤沢商（神奈川）         | 岡山東商（岡山）     |
| 29 | 1976年 | 長野   | 崇徳（広島）       | 大商大附（大阪）   | 中大附（東京）           | 弘前工（青森）       |
| 30 | 1977年 | 岡山   | 弘前工（青森）     | 直方（福岡）       | 大商大附（大阪）         | 長浜商工（滋賀）     |
| 31 | 1978年 | 福島   | 藤沢商（神奈川）   | 長浜商工（滋賀）   | 大商大附（大阪）         | 藤井寺工（大阪）     |
| 32 | 1979年 | 滋賀   | 大商大附（大阪）   | 深谷（埼玉）       | 長浜商工（滋賀）         | 東洋（東京）         |
| 33 | 1980年 | 高知   | 石川県工（石川）   | 弘前工（青森）     | 法政二（神奈川）         | 大商大附（大阪）     |
| 34 | 1981年 | 神奈川 | 弘前工（青森）     | 東洋（東京）       | 清風（大阪）             | 大商大附（大阪）     |
| 35 | 1982年 | 鹿児島 | 宇部商（山口）     | 大商大附（大阪）   | 鎮西（熊本）             | 東洋（東京）         |
| 36 | 1983年 | 静岡   | 深谷（埼玉）       | 弘前工（青森）     | 清風（大阪）             | 大同（愛知）         |
| 37 | 1984年 | 秋田   | 法政二（神奈川）   | 高輪（東京）       | 崇徳（広島）             | 深谷（埼玉）         |
| 38 | 1985年 | 石川   | 大商大附（大阪）   | 都城工（宮崎）     | 松阪工（三重）           | 深谷（埼玉）         |
| 39 | 1986年 | 山口   | 藤沢商（神奈川）   | 東海大四（北海道） | 宇部商（山口）           | 愛工大名電（愛知）   |
| 40 | 1987年 | 北海道 | 東海大四（北海道） | 深谷（埼玉）       | 下田北（静岡）           | 宇部商（山口）       |
| 41 | 1988年 | 兵庫   | 崇徳（広島）       | 深谷（埼玉）       | 市立尼崎（兵庫）         | 藤嶺藤沢（神奈川）   |
| 42 | 1989年 | 香川   | 大商大附（大阪）   | 崇徳（広島）       | 東播工（兵庫）           | 法政二（神奈川）     |
| 43 | 1990年 | 宮城   | 上宮（大阪）       | 岡谷工（長野）     | 深谷（埼玉）             | 弘前工（青森）       |
| 44 | 1991年 | 静岡   | 東亜学園（東京）   | 上宮（大阪）       | 花園（京都）             | 釜利谷（神奈川）     |
| 45 | 1992年 | 宮崎   | 東亜学園（東京）   | 東海大四（北海道） | 深谷（埼玉）             | 都城工（宮崎）       |
| 46 | 1993年 | 栃木   | 釜利谷（神奈川）   | 鎮西（熊本）       | 崇徳（広島）             | 博多（福岡）         |
| 47 | 1994年 | 富山   | 東海大四（北海道） | 大分工（大分）     | 清風（大阪）             | 東亜学園（東京）     |
| 48 | 1995年 | 島根   | 鎮西（熊本）       | 東北（宮城）       | 東亜学園（東京）         | 清風（大阪）         |
| 49 | 1996年 | 山梨   | 鎮西（熊本）       | 東北（宮城）       | 深谷（埼玉）             | 東洋（東京）         |
| 50 | 1997年 | 京都   | 釜利谷（神奈川）   | 岡谷工（長野）     | 宇部商（山口）           | 開智（和歌山）       |
| 51 | 1998年 | 愛媛   | 大商大高（大阪）   | 岡谷工（長野）     | 神辺旭（広島）           | 深谷（埼玉）         |
| 52 | 1999年 | 岩手   | 深谷（埼玉）       | 法政二（神奈川）   | 雄物川（秋田）           | 東海大四（北海道）   |
| 53 | 2000年 | 岐阜   | 岡谷工（長野）     | 壱岐（長崎）       | 春日部共栄（埼玉）       | 川崎橘（神奈川）     |
| 54 | 2001年 | 熊本   | 深谷（埼玉）       | 岡谷工（長野）     | 東北（宮城）             | 東海大四（北海道）   |
| 55 | 2002年 | 茨城   | 東北（宮城）       | 深谷（埼玉）       | 岡谷工（長野）           | 雄物川（秋田）       |
| 56 | 2003年 | 長崎   | 大村工（長崎）     | 佐世保南（長崎）   | 岡谷工（長野）           | 坂出工（香川）       |
| 57 | 2004年 | 広島   | 洛南（京都）       | 丸子実（長野）     | 東北（宮城）             | 川崎橘（神奈川）     |
| 58 | 2005年 | 千葉   | 深谷（埼玉）       | 春日部共栄（埼玉） | 東京学館総合技術（千葉） | 大塚（大阪）         |
| 59 | 2006年 | 大阪   | 岡谷工（長野）     | 深谷（埼玉）       | 川崎橘（神奈川）         | 大塚（大阪）         |
| 60 | 2007年 | 佐賀   | 東亜学園（東京）   | 大分工（大分）     | 雄物川（秋田）           | 洛南（京都）         |
| 61 | 2008年 | 埼玉   | 星城（愛知）       | 深谷（埼玉）       | 春日部共栄（埼玉）       | 東福岡（福岡）       |
| 62 | 2009年 | 奈良   | 大塚（大阪）       | 市尼崎（兵庫）     | 東福岡（福岡）           | 都城工（宮崎）       |
| ‐  | 2010年 | 沖縄   | 宇部商（山口）     | 福岡大大濠（福岡） | 市立尼崎（兵庫）         | 東洋（東京）         |
| ‐  | 2011年 | 秋田   | 創造学園（長野）   | 東福岡（福岡）     | 宇部商（山口）           | 星城（愛知）         |
| ‐  | 2012年 | 富山   | 星城（愛知）       | 大村工（長崎）     | 東亜学園（東京）         | 鹿児島商（鹿児島）   |
| ‐  | 2013年 | 福岡   | 星城（愛知）       | 大塚（大阪）       | 駿台学園（東京）         | 鹿児島商（鹿児島）   |
| ‐  | 2014年 | 東京   | 東福岡（福岡）     | 東洋（東京）       | 開智（和歌山）           | 鹿児島商（鹿児島）   |
| ‐  | 2015年 | 大阪   | 大塚（大阪）       | 駿台学園（東京）   | 開智（和歌山）           | 東亜学園（東京）     |
| ‐  | 2016年 | 山口   | 駿台学園（東京）   | 清風（大阪）       | 東山（京都）             | 星城（愛知）         |
| ‐  | 2017年 | 山形   | 鎮西（熊本）       | 開智（和歌山）     | 習志野（千葉）           | 愛工大名電（愛知）   |
| ‐  | 2018年 | 三重   | 市立尼崎（兵庫）   | 洛南（京都）       | 鎮西（熊本）             | 駿台学園（東京）     |
| ‐  | 2019年 | 宮崎   | 松本国際（長野）   | 東北（宮城）       | 東山（京都）             | 東福岡（福岡）       |
| ‐  | 2021年 | 石川   | 鎮西（熊本）       | 駿台学園（東京）   | 清風（大阪）             | 東福岡（福岡）       |
| ‐  | 2022年 | 香川   | 東山（京都）       | 東福岡（福岡）     | 鎮西（熊本）             | 松本国際（長野）     |
| ‐  | 2023年 | 北海道 | 駿台学園（東京）   | 東山（京都）       | 昇陽（大阪）             | 福井工大福井（福井） |
| ‐  | 2024年 | 大分   | 駿台学園（東京）   | 東福岡（福岡）     | 鎮西（熊本）             | 洛南（京都）         |
| ‐  | 2025年 | 島根   | 鎮西（熊本）       | 市立尼崎（兵庫）   | 駿台学園（東京）         | 東福岡（福岡）       |

### 女子
| 回 | 年     | 開催地 | 優勝校               | 準優勝校               | ベスト4校              | ベスト4校            |
| -- | ------ | ------ | -------------------- | ---------------------- | ---------------------- | -------------------- |
| 1  | 1948年 | 兵庫   | 中村（東京）         | 児島（岡山）           | 都留二（山梨）         | 淡路（兵庫）         |
| 2  | 1949年 | 兵庫   | 中村（東京）         | 南海・児島校舎（岡山） | 熊本一（熊本）         | 都留二（山梨）       |
| 3  | 1950年 | 兵庫   | 中村（東京）         | 豊橋東（愛知）         | 岩見沢東（北海道）     | 明善（香川）         |
| 4  | 1951年 | 東京   | 豊橋東（愛知）       | 新津（新潟）           | 福島女子（福島）       | 明善（香川）         |
| 5  | 1952年 | 東京   | 豊橋東（愛知）       | 岡崎北（愛知）         | 中村（東京）           | 久喜（埼玉）         |
| 6  | 1953年 | 埼玉   | 久喜（埼玉）         | 中村（東京）           | 豊橋東（愛知）         | 高崎技芸（群馬）     |
| 7  | 1954年 | 宮城   | 高崎技芸（群馬）     | 岡崎北（愛知）         | 八頭（鳥取）           | 桜町（東京）         |
| 8  | 1955年 | 熊本   | 福岡明善（福岡）     | 中村（東京）           | 久喜（埼玉）           | 兵庫（兵庫）         |
| 9  | 1956年 | 群馬   | 豊橋東（愛知）       | 中村（東京）           | 久喜（埼玉）           | 四天王寺（大阪）     |
| 10 | 1957年 | 島根   | 四天王寺（大阪）     | 中村（東京）           | 豊橋東（愛知）         | 岡崎北（愛知）       |
| 11 | 1958年 | 山形   | 中村（東京）         | 豊橋東（愛知）         | 岡崎北（愛知）         | 四天王寺（大阪）     |
| 12 | 1959年 | 大分   | 久喜（埼玉）         | 由利（秋田）           | 四天王寺（大阪）       | 中村（東京）         |
| 13 | 1960年 | 静岡   | 豊橋東（愛知）       | 久喜（埼玉）           | 中村（東京）           | 四天王寺（大阪）     |
| 14 | 1961年 | 徳島   | 四天王寺（大阪）     | 豊橋東（愛知）         | 園田学園（兵庫）       | 中村（東京）         |
| 15 | 1962年 | 埼玉   | 四天王寺（大阪）     | 豊橋東（愛知）         | 甲子園学院（兵庫）     | 中村（東京）         |
| 16 | 1963年 | 福井   | 三鷹（東京）         | 宝仙学園（東京）       | 桜宮（大阪）           | 八頭（鳥取）         |
| 17 | 1964年 | 愛知   | 今治明徳（愛媛）     | 大宮（埼玉）           | 四天王寺（大阪）       | 豊橋東（愛知）       |
| 18 | 1965年 | 鹿児島 | 四天王寺（大阪）     | 八頭（鳥取）           | 豊橋東（愛知）         | 京浜女子商（神奈川） |
| 19 | 1966年 | 秋田   | 豊橋東（愛知）       | 四天王寺（大阪）       | 久喜（埼玉）           | 本巣（岐阜）         |
| 20 | 1967年 | 石川   | 久喜（埼玉）         | 四天王寺（大阪）       | 豊橋東（愛知）         | 福井農林（福井）     |
| 21 | 1968年 | 広島   | 四天王寺（大阪）     | 鈴峯女子（広島）       | 美作（岡山）           | 久喜（埼玉）         |
| 22 | 1969年 | 千葉   | 四天王寺（大阪）     | 成安女子（京都)        | 中津南（大分）         | 博多女子商（福岡）   |
| 23 | 1970年 | 和歌山 | 八王子実践（東京）   | 中村（東京）           | 高田北城（新潟）       | 高田（岩手）         |
| 24 | 1971年 | 愛媛   | 甲子園学院（兵庫）   | 高田（岩手）           | 市立尼崎（兵庫）       | 安来（島根）         |
| 25 | 1972年 | 山形   | 博多女子商（福岡）   | 中村（東京）           | 中津南（大分）         | 酒田商（山形）       |
| 26 | 1973年 | 三重   | 八王子実践（東京）   | 妹背牛商（北海道）     | 市立尼崎（兵庫）       | 岡崎女子（愛知）     |
| 27 | 1974年 | 福岡   | 八王子実践（東京）   | 岡崎女子（愛知）       | 習志野（千葉）         | 明善（香川）         |
| 28 | 1975年 | 東京   | 四天王寺（大阪）     | 薫英（大阪）           | 柳川商（福岡）         | 中村（東京）         |
| 29 | 1976年 | 長野   | 聖和学院（神奈川）   | 泉州（大阪）           | 博多女子商（福岡）     | 八王子実践（東京）   |
| 30 | 1977年 | 鳥取   | 就実（岡山）         | 泉州（大阪）           | 博多女子商（福岡）     | 市尼崎（兵庫）       |
| 31 | 1978年 | 福島   | 宇都宮女子商（栃木） | 成安女子（京都）       | 妹背牛商（北海道）     | 中津南（大分）       |
| 32 | 1979年 | 大阪   | 四天王寺（大阪）     | 博多女子商（福岡）     | 本巣（岐阜）           | 三田尻女子（山口）   |
| 33 | 1980年 | 香川   | 成安女子（京都）     | 香川（山口）           | 大阪女子短大高（大阪） | 就実（岡山）         |
| 34 | 1981年 | 群馬   | 宇都宮女子商（栃木） | 四天王寺（大阪）       | 就実（岡山）           | 成安女子（京都）     |
| 35 | 1982年 | 鹿児島 | 八王子実践（東京）   | 四天王寺（大阪）       | 氷上農（兵庫）         | 本巣（岐阜）         |
| 36 | 1983年 | 愛知   | 八王子実践（東京）   | 氷上農（兵庫）         | 大阪女子短大高（大阪） | 四天王寺（大阪）     |
| 37 | 1984年 | 秋田   | 四天王寺（大阪）     | 川越商（埼玉）         | 八王子実践（東京）     | 聖和学院（神奈川）   |
| 38 | 1985年 | 石川   | 四天王寺（大阪）     | 古川商（宮城）         | 氷上（兵庫）           | 夙川学院（兵庫）     |
| 39 | 1986年 | 山口   | 氷上（兵庫）         | 増穂商（山梨）         | 八王子実践（東京）     | 中村（東京）         |
| 40 | 1987年 | 北海道 | 扇城（大分）         | 旭川実（北海道）       | 増穂商（山梨）         | 氷上（兵庫）         |
| 41 | 1988年 | 兵庫   | 氷上（兵庫）         | 九州文化学園（長崎）   | 八王子実践（東京）     | 四天王寺（大阪）     |
| 42 | 1989年 | 徳島   | 九州文化学園（長崎） | 共栄学園（東京）       | 八王子実践（東京）     | 就実（岡山）         |
| 43 | 1990年 | 宮城   | 古川商（宮城）       | 帝国女子（大阪）       | 扇城（大分）           | 共栄学園（東京）     |
| 44 | 1991年 | 静岡   | 帝国女子（大阪）     | 氷上（兵庫）           | 三田尻女子（山口）     | 旭川実（北海道）     |
| 45 | 1992年 | 宮崎   | 氷上（兵庫）         | 旭川実（北海道）       | 就実（岡山）           | 大阪国際滝井（大阪） |
| 46 | 1993年 | 栃木   | 國學院栃木（栃木）   | 就実（岡山）           | 市立船橋（千葉）       | 成安女子（京都）     |
| 47 | 1994年 | 富山   | 共栄学園（東京）     | 熊本信愛女学院（熊本） | 氷上（兵庫）           | 淑徳学園（東京）     |
| 48 | 1995年 | 島根   | 就実（岡山）         | 扇城（大分）           | 岡崎学園（愛知）       | 大阪国際滝井（大阪） |
| 49 | 1996年 | 山梨   | 扇城（大分）         | 古川商（宮城）         | 大阪国際滝井（大阪）   | 國學院栃木（栃木）   |
| 50 | 1997年 | 京都   | 四天王寺（大阪）     | 古川商（宮城）         | 高松北（香川）         | 北嵯峨（京都）       |
| 51 | 1998年 | 高知   | 古川商（宮城）       | 九州文化学園（長崎）   | 三田尻女子（山口）     | 四天王寺（大阪）     |
| 52 | 1999年 | 岩手   | 古川商（宮城）       | 成徳学園（東京）       | 九州文化学園（長崎）   | 四天王寺（大阪）     |
| 53 | 2000年 | 岐阜   | 三田尻女子（山口）   | 共栄学園（東京）       | 九州文化学園（長崎）   | 古川商（宮城）       |
| 54 | 2001年 | 熊本   | 三田尻女子（山口）   | 九州文化学園（長崎）   | 氷上（兵庫）           | 古川商（宮城）       |
| 55 | 2002年 | 茨城   | 成徳学園（東京）     | 大成女子（茨城）       | 土浦日大（茨城）       | 三田尻女子（山口）   |
| 56 | 2003年 | 長崎   | 九州文化学園（長崎） | 文京学院大女子（東京） | 下北沢成徳（東京）     | 大成女子（茨城）     |
| 57 | 2004年 | 島根   | 九州文化学園（長崎） | 共栄学園（東京）       | 京都橘（京都）         | 東海大三（長野）     |
| 58 | 2005年 | 千葉   | 共栄学園（東京）     | 大阪国際滝井（大阪）   | 京都橘（京都）         | 鹿屋中央（鹿児島）   |
| 59 | 2006年 | 大阪   | 鹿屋中央（鹿児島）   | 大阪国際滝井（大阪）   | 四天王寺（大阪）       | 東九州龍谷（大分）   |
| 60 | 2007年 | 佐賀   | 九州文化学園（長崎） | 八王子実践（東京）     | 大和南（神奈川）       | 川崎橘（神奈川）     |
| 61 | 2008年 | 埼玉   | 東九州龍谷（大分）   | 九州文化学園（長崎）   | 八王子実践（東京）     | 下北沢成徳（東京）   |
| 62 | 2009年 | 奈良   | 東九州龍谷（大分）   | 九州文化学園（長崎）   | 文京学院大女子（東京） | 古川学園（宮城）     |
| ‐  | 2010年 | 沖縄   | 古川学園（宮城）     | 鹿児島女子（鹿児島）   | 九州文化学園（長崎）   | 東九州龍谷（大分）   |
| ‐  | 2011年 | 青森   | 東九州龍谷（大分）   | 古川学園（宮城）       | 市立船橋（千葉）       | 春日部共栄（埼玉）   |
| ‐  | 2012年 | 富山   | 川崎橘（神奈川）     | 鹿児島女子（鹿児島）   | 共栄学園（東京）       | 北九州（福岡）       |
| ‐  | 2013年 | 福岡   | 東九州龍谷（大分）   | 熊本信愛女学院（熊本） | 文京学院大女子（東京） | 金蘭会（大阪）       |
| ‐  | 2014年 | 東京   | 金蘭会（大阪）       | 熊本信愛女学院（熊本） | 古川学園（宮城）       | 鹿児島女子（鹿児島） |
| ‐  | 2015年 | 和歌山 | 九州文化学園（長崎） | 文京学院大女子（東京） | 京都橘（京都）         | 誠英（山口）         |
| ‐  | 2016年 | 山口   | 下北沢成徳（東京）   | 金蘭会（大阪）         | 就実（岡山）           | 東九州龍谷（大分）   |
| ‐  | 2017年 | 宮城   | 東九州龍谷（大分）   | 誠英（山口）           | 福井工大福井（福井）   | 城南（徳島）         |
| ‐  | 2018年 | 三重   | 下北沢成徳（東京）   | 金蘭会（大阪）         | 東九州龍谷（大分）     | 鹿児島南（鹿児島）   |
| ‐  | 2019年 | 宮崎   | 就実（岡山）         | 共栄学園（東京）       | 下北沢成徳（東京）     | 京都橘（京都）       |
| ‐  | 2021年 | 石川   | 下北沢成徳（東京）   | 就実（岡山）           | 金蘭会（大阪）         | 都城商(宮崎)         |
| ‐  | 2022年 | 徳島   | 金蘭会（大阪）       | 古川学園（宮城）       | 八王子実践（東京）     | 下北沢成徳(東京)     |
| ‐  | 2023年 | 北海道 | 下北沢成徳（東京）   | 東京都市大塩尻（長野） | 敬愛学園（千葉）       | 進徳女子（広島）     |
| ‐  | 2024年 | 大分   | 金蘭会（大阪）       | 就実（岡山）           | 東九州龍谷（大分）     | 大阪国際（大阪）     |
| ‐  | 2025年 | 岡山   | 金蘭会（大阪）       | 福岡女学院（福岡）     | 就実（岡山）           | 富士見（静岡）       |

## エピソード
2014年8月10日、決勝トーナメント3回戦の石川県立金沢商業高等学校対大阪国際滝井高等学校戦において、第1セットを先取した大阪国際滝井の選手が、登録番号と異なるユニフォームを着用していることが、第2セット16-9の場面で発覚。第1セットが0-25の没収セットとなった。没収セットはインターハイ史上初。取り違えた2選手は退場処分となって、0-9から試合再開したがそのまま金沢商が勝利した。